# 瑚圖禮
瑚圖禮（穆麟德轉寫：hūturi，？—1814年），完顏氏，字合庵、景南，號和菴，清朝政治人物，同進士出身。

## 生平
乾隆五十二年，登進士三甲第二十七名，后改庶吉士。乾隆五十四年，任翰林院檢討。乾隆五十六年，升任侍講。同年改國子監祭酒、南書房行走、公中佐領。乾隆五十七年，任順天鄉試副考官，內閣學士兼禮部侍郎銜。乾隆五十八年，知貢舉、殿試讀卷官。乾隆五十九年，任鑲藍旗漢軍副都統、江南鄉試正考官。乾隆六十年，任鑲白旗漢軍副都統、文淵閣直閣事、會試副考官、山西學政。嘉慶三年，任河南按察使。次年，改刑部右侍郎、刑部左侍郎、鑲白旗蒙古副都統、盛京兵部侍郎、盛京刑部侍郎、奉天府府尹，兼管威遠堡六邊事務。嘉慶五年，署廣東巡撫、后兼署兩廣總督。嘉慶七年，任廣東巡撫，署廣州將軍，同年任兩廣總督。嘉慶九年，任鑲藍旗漢軍副都統、工部右侍郎管理錢法堂事務、江西鄉試正考官、正黃旗滿洲副都統。嘉慶九年，任湖北巡撫，嘉慶十年，任湖廣總督。嘉慶十一年，任吏部尚書。次年改禮部尚書。嘉慶十三年，任刑部尚書、正黃旗漢軍都統。嘉慶十五年，再任刑部尚書、鑲紅旗滿洲都統、吏部尚書。嘉慶十六年，任阿克蘇辦事大臣、西藏辦事大臣，授正白旗蒙古副都統。嘉慶十八年改理藩院右侍郎、禮部左侍郎。嘉慶十九年，任鑲黃旗滿洲副都統。兵部尚書、戶部尚書、禮部尚書等，任內去世。